# Miranda Barrera
Miranda Barrera Jiménez (5 marzo 2002) è una nuotatrice artistica messicana.

## Palmarès
- Mondiali

Doha 2024: beonzo nel duo misto tecnico

### Coppa del Mondo
- 1 podio:
  - 1 terzo posto (1 nella gara a squadre)